# 錫布利鎮區 (明尼蘇達州克羅溫縣)
錫布利鎮區（英語：Sibley Township）是位於美國明尼蘇達州克羅溫縣的一個行政鎮區。

## 地方資料
錫布利鎮區的面積為42.60平方千米，當中陸地面積為38.60平方千米，而水域面積為4.00平方千米。根據2000年美國人口普查的數據，當地共有人口855人，而人口密度為每平方千米20.07人。